# Piotr Szweda
Piotr Szweda (ur. 4 czerwca 1933 w Brzezowej, zm. 22 stycznia 2008 w Warszawie) – generał dywizji Wojska Polskiego.

## Życiorys
Absolwent liceum ogólnokształcącego w Brzegu. 1951-1953 elew Oficerskiej Szkoły Kwatermistrzowskiej w Poznaniu, potem podporucznik kwatermistrzostwa. Od 1956 porucznik w 1. Warszawskim Zmotoryzowanym Pułku Pontonowym w Brzegu, od 1963 kapitan, 1964 ukończył Akademię Sztabu Generalnego WP w Warszawie i podjął pracę w Głównym Kwatermistrzostwie WP. Od 1967 major, od 1971 podpułkownik, od 1977 pułkownik. W 1970 został starszym inspektorem w Głównym Kwatermistrzostwie WP, 1973-1975 był kwatermistrzem i zastępcą dowódcy 15. Dywizji Zmechanizowanej ds. kwatermistrzowskich w Olsztynie. 1975-1977 studiował w Akademii Sztabu Generalnego Sił Zbrojnych ZSRR im. K. Woroszyłowa w Moskwie, po czym został zastępcą szefa Sztabu Głównego Kwatermistrzostwa WP. 1980-1986 kwatermistrz - zastępca dowódcy Pomorskiego Okręgu Wojskowego w Bydgoszczy ds. kwatermistrzostwa. Od jesieni 1981 generał brygady; nominację wręczył mu w Belwederze przewodniczący Rady Państwa PRL Henryk Jabłoński w obecności szefa PZPR Stanisława Kani i gen. Wojciecha Jaruzelskiego. IX 1986 - V 1989 szef Służby Zakwaterowania i Budownictwa - zastępca Głównego Kwatermistrza WP, od maja 1989 szef sztabu - zastępca Głównego Kwatermistrza WP gen. Włodzimierza Oliwy, po śmierci którego 5 VI 1989 został p.o. Głównego Kwatermistrza WP. Jesienią 1991 mianowany generałem dywizji; nominację wręczył mu w Belwederze prezydent RP Lech Wałęsa. Od końca 1992 do przejścia w stan spoczynku we wrześniu 1993 dyrektor generalny Kierownictwa MON ds. uzbrojenia i infrastruktury wojskowej. Później, do 1996, był podsekretarzem stanu ds. uzbrojenia i infrastruktury wojskowej MON.
Zmarł w Warszawie i został pochowany na starym cmentarzu na Służewie.

## Odznaczenia
- Krzyż Komandorski Orderu Odrodzenia Polski (1985)
- Krzyż Kawalerski Orderu Odrodzenia Polski
- Medal 40-lecia Polski Ludowej
- Złoty Medal „Siły Zbrojne w Służbie Ojczyzny”
- Srebrny Medal Siły Zbrojne w Służbie Ojczyzny
- Złoty Medal „Za zasługi dla obronności kraju”

I inne.